# Saint-Pierre-de-Varengeville
Saint-Pierre-de-Varengeville település Franciaországban, Seine-Maritime megyében. Lakosainak száma 2301 fő (2022. január 1.). Saint-Pierre-de-Varengeville Villers-Écalles, Barentin, Berville-sur-Seine, Duclair, Hénouville, Roumare és Saint-Paër községekkel határos.

## Népesség
A település népessége az elmúlt években az alábbi módon változott:
| Lakosok száma | 2244 | 2343 | 2359 | 2338 | 2323 | 2306 | 2290 | 2299 | 2301 |
|               | 2013 | 2015 | 2016 | 2017 | 2018 | 2019 | 2020 | 2021 | 2022 |